# پرگولا
پرگولا (به ایتالیایی: Pergola) یک کومونه در ایتالیا است که در استان پزارو و اوربینو واقع شده‌است. پرگولا ۱۱۳ کیلومتر مربع مساحت و ۶٬۷۸۶ نفر جمعیت دارد و ۲۶۵ متر بالاتر از سطح دریا واقع شده‌است.

## خواهرخوانده
شهر گرنزباخ خواهرخواندهٔ پرگولا هست.